# Chapter 4
《Chapter 4》는 대한민국의 음악 그룹 god의 네 번째 정규앨범이다. god는 이 앨범으로 2001년 12월 29일 열린 SBS 가요대전, 12월 14일에 열린 골든디스크(본상 포함), 12월 30일에 열린 KBS 가요대상, 12월 31일에 열린 MBC 10대 가수 가요제에서 모두 대상을 수상했다.
한편 2002년 5월에는 같은 해 7월부터 '100일간의 휴먼 콘서트'라는 장기 공연 프로젝트를 시작한다고 발표했다.

## 수록곡
| #            | 제목                                             | 작사           | 작곡           | 편곡  | 재생 시간 |
| ------------ | ------------------------------------------------ | -------------- | -------------- | ----- | --------- |
| 1.           | 〈Intro〉 (멘트: 조영구, 박성준, 김진경, 이주연) |                |                | 1:17  |           |
| 2.           | 〈길〉                                           | 박진영         | 방시혁         | 3:46  |           |
| 3.           | 〈다시〉                                         | 박진영         | 박진영         | 4:43  |           |
| 4.           | 〈바보〉                                         | 박진영         | 박진영, 방시혁 | 3:57  |           |
| 5.           | 〈니가 있어야 할 곳〉                            | 박진영         | 박진영, 배진렬 | 3:40  |           |
| 6.           | 〈슬픈사랑〉                                     | god            | 김도훈         | 3:46  |           |
| 7.           | 〈나는 알아〉                                    | 박진영         | 박진영, 방시혁 | 4:05  |           |
| 8.           | 〈모르죠〉                                       | 박진영, 방시혁 | 방시혁         | 4:20  |           |
| 9.           | 〈난 남자가 있어〉 (나레이션: 김정은)            | 박진영         | 박진영         | 4:02  |           |
| 10.          | 〈가자〉 (feat. 임정희)                          | 박진영         | 박진영, 배진렬 | 4:10  |           |
| 11.          | 〈134-14〉                                       | god            | 데니 안        | 3:28  |           |
| 12.          | 〈떠나지 못하는 이유〉                           | 박진영         | 박진영, 방시혁 | 4:10  |           |
| 13.          | 〈길〉 (Instrumental)                            |                | 방시혁         | 3:46  |           |
| 총 재생 시간 | 총 재생 시간                                     | 총 재생 시간   | 총 재생 시간   | 49:14 |           |

- 〈난 남자가 있어〉는 박진영의 〈난 여자가 있는데〉를 리메이크 하였다.

## 참여
이 목록은 해당 앨범의 부클릿 〈Staff〉목록에서 발췌하였다.
| god - 박준형 - 래퍼 - 윤계상 - 보컬 - 데니 안 - 래퍼 - 손호영 - 보컬 - 김태우 - 보컬 세션 - Sam Lee - 기타(3, 5, 6, 10) - 홍준호 - 기타(3) - Erich Bulling - 기타(9) - 이태윤 - 베이스 기타(3) - 정유석 - 스크래치(7) - 전승우 - 백 보컬(2, 3, 5, 6) - 강성호 - 백 보컬(2, 7, 11) - 빈칸채우기 - 백 보컬(2, 4, 8, 10, 11) | 스탭 - 정훈탁, 정해익 - 프로듀서 - 싸이더스&콘텐츠 그룹 - 이그제큐티브 프로듀서 - 박필원 - 공동 프로듀서 - 박진영 - 음악 프로듀서, 건반 악기, 백 보컬(2, 7) - 방시혁 - 공동 음악 프로듀서, 건반 악기, 기타(4), 컴퓨터 프로그래밍 - 박희정 - 어쿠스틱 음악 프로듀서 - 배진렬 - 건반 악기, 컴퓨터 프로그래밍 - 김도훈 - 건반 악기, 컴퓨터 프로그래밍 - 김순인/김찬석(싸이더스 스튜디오), 이진원(Bay 스튜디오), 남궁진/조창희(Wave 스튜디오) - 녹음 - 안종화, 박준형, 장지복 - 보조 기술 - 성지훈(Bay 스튜디오/드림 팩토리 스튜디오) - 믹싱(1, 3, 5, 7~9, 12) - 고승욱(Lead Sound) - 믹싱(6, 10, 11) - Dave "Hard Drive" Pensado(Enterprise 스튜디오) - 믹싱(2, 4) - Eddy Schryer(Oasis Mastering Studio) - 마스터링 - 박성준, 오준 - 매니저 - Andy Yoo(유재덕) - 아트 디렉터, 스타일 디렉터 - 김은진, 권성진, 이현하, 박정희, 하경미, 전인진, 김언겸, 권세창 - 스타일리스트, 헤어 - 김일권 - 사진 - 김지연 - 앨범 디자인 - 명진아트 - 인쇄 |

## 같이 보기
- 대한민국의 역대 음반 판매량 순위 목록